# Stare Strącze (przystanek kolejowy)
Stare Strącze – zamknięty w 1990 roku przystanek osobowy a dawniej stacja kolejowa w Starym Strączu na linii kolejowej nr 387 Wschowa – Lipinka Głogowska, w powiecie wschowskim, w województwie lubuskim, w Polsce.